# Olympische Sommerspiele 1948/Leichtathletik – Diskuswurf (Männer)

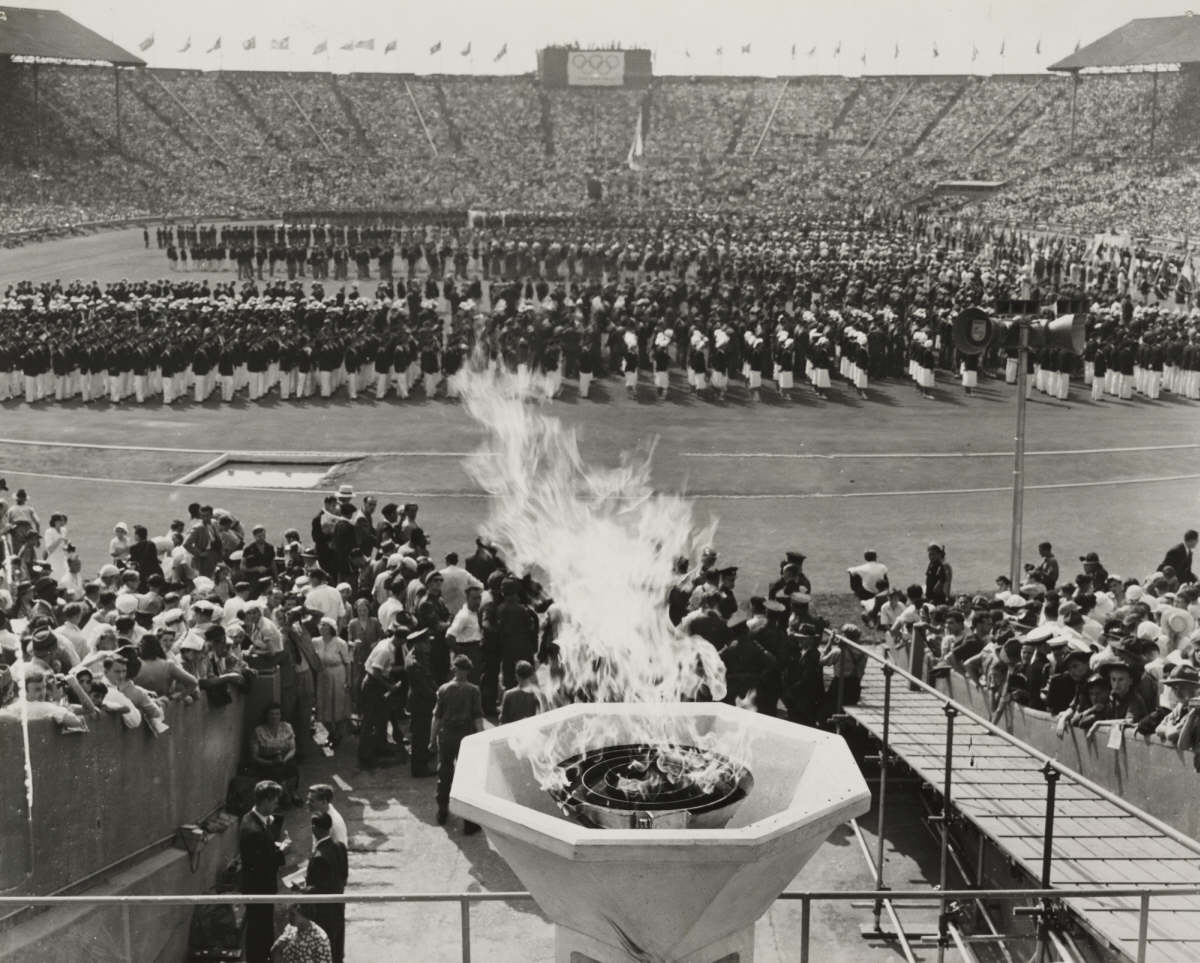
Eröffnungsfeier bei den Olympischen Spielen in London

Der Diskuswurf der Männer bei den Olympischen Spielen 1948 in London wurde am 2. August 1948 im Wembley-Stadion ausgetragen. 28 Athleten nahmen teil.
Olympiasieger wurde der Italiener Adolfo Consolini vor seinem Landsmann Giuseppe Tosi. Bronze ging an den US-Amerikaner Fortune Gordien.

## Rekorde

### Bestehende Rekorde
| Weltrekord         | 54,93 m | Bob Fitch ( USA)         | Minneapolis, USA                  | 8. Juli 1946   |
| Olympischer Rekord | 50,48 m | Kenneth Carpenter ( USA) | Finale OS Berlin, Deutsches Reich | 5. August 1936 |

### Rekordverbesserung
Der bestehende olympische Rekord wurde dreimal verbessert:
- 51,08 m – Adolfo Consolini (Italien), Qualifikation am 2. August, erster Durchgang
- 51,78 m – Giuseppe Tosi (Italien), Finale am 2. August, erster Durchgang
- 52,78 m – Adolfo Consolini (Italien), Finale am 2. August, zweiter Durchgang

## Durchführung des Wettbewerbs
Die Teilnehmer traten am 2. August zu einer Qualifikationsrunde an. Als Qualifikationsweite waren 46,00 Meter gefordert. Acht Athleten erreichten oder übertrafen diese Weite – hellblau unterlegt – und qualifizierten sich für das Finale am selben Tag. Das Finalfeld wurde auf Grundlage der Weiten aus der Qualifikation um weitere vier Athleten – hellgrün unterlegt – auf zwölf Werfer aufgefüllt.

## Qualifikation

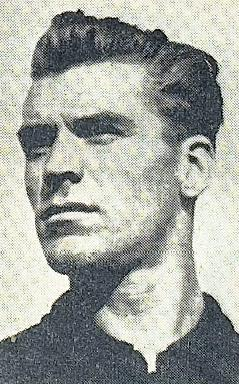
Danilo Žerjal – ausgeschieden mit 43,07 m

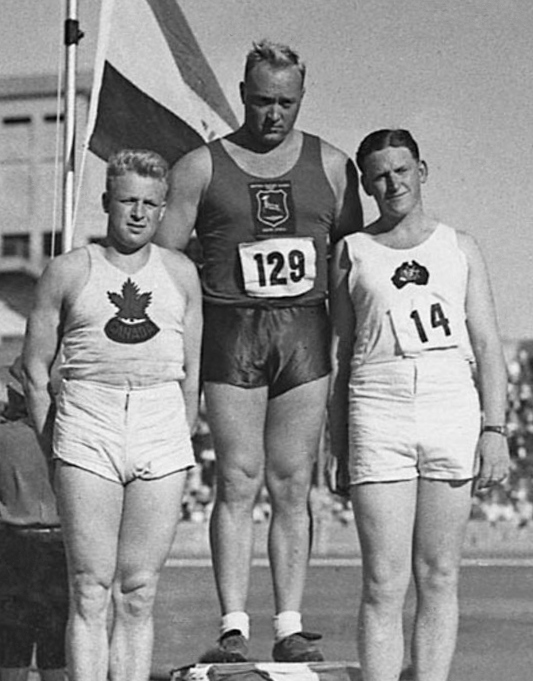
Eric Coy (hier links im Jahr 1938) – ausgeschieden mit 59,53 m

2. August 1948, 11:00 Uhr
Anmerkung:
Nur die jeweiligen Bestweiten sind überliefert. Die Reihenfolge und Weiten der weiteren Versuche in der Qualifikation sind unbekannt.
| Platz | Name                      | Nation         | Weite   | Anmerkung |
| ----- | ------------------------- | -------------- | ------- | --------- |
| 1     | Adolfo Consolini          | Italien        | 51,08 m | OR        |
| 2     | Giuseppe Tosi             | Italien        | 50,56 m |           |
| 3     | Fortune Gordien           | USA            | 48,40 m |           |
| 4     | Veikko Nyqvist            | Finnland       | 47,75 m |           |
| 5     | Ivar Ramstad              | Norwegen       | 47,34 m |           |
| 6     | Nikolaos Syllas           | Griechenland   | 47,03 m |           |
| 7     | Ferenc Klics              | Ungarn         | 46,65 m |           |
| 8     | Stein Johnson             | Norwegen       | 46,54 m |           |
| 9     | Uno Fransson              | Schweden       | 45,99 m |           |
| 10    | Hermann Tunner            | Österreich     | 45,92 m |           |
| 11    | Eduardo Julve             | Peru           | 45,86 m |           |
| 12    | Arvo Huutoniemi           | Finnland       | 44,77 m |           |
| 13    | Bill Burton               | USA            | 43,78 m |           |
| 14    | Félix Erauzquin           | Spanien        | 43,66 m |           |
| 15    | Giorgio Oberweger         | Italien        | 43,13 m |           |
| 16    | Danilo Žerjal             | Jugoslawien    | 43,07 m |           |
| 17    | Manuel Consiglieri        | Peru           | 43,01 m |           |
| 18    | Emilio Malchiodi          | Argentinien    | 42,98 m |           |
| 19    | James Nesbitt             | Großbritannien | 42,09 m |           |
| 20    | Vic Frank                 | USA            | 42,00 m |           |
| 21    | Jack Brewer               | Großbritannien | 41,95 m |           |
| 22    | Cummin Clancy             | Irland         | 40,73 m |           |
| 23    | Eric Coy                  | Kanada         | 39,53 m |           |
| 24    | Roger Verhaes             | Belgien        | 39,14 m |           |
| 25    | Laurence Reavell-Carter   | Großbritannien | 38,04 m |           |
| 26    | Nazar Muhammad Khan Malik | Pakistan       | 36,23 m |           |
| 26    | Ahmed Zahur Khan          | Pakistan       | 36,23 m |           |
| NM    | An Yeong-han              | Südkorea       | ogV     |           |
| DNS   | Aad de Bruyn              | Niederlande    |         |           |
| DNS   | José Carvajal             | Spanien        |         |           |
| DNS   | Raymond Kirstetter        | Frankreich     |         |           |
| DNS   | José Luis Torres          | Spanien        |         |           |
| DNS   | Ignace Heinrich           | Frankreich     |         |           |
| DNS   | Gin Gang-hwan             | Südkorea       |         |           |
| DNS   | Mieczysław Łomowski       | Polen          |         |           |

## Legende
Kurze Übersicht zur Bedeutung der Symbolik – so üblicherweise auch in sonstigen Veröffentlichungen verwendet:
| x | ungültig |

## Finale
2. August 1948, 15.30 Uhr
Anmerkung:

Die Versuchsserien sind nur für die Medaillengewinner bekannt. Bei den anderen Finalisten sind lediglich die Bestweiten übermittelt.
| Platz | Name             | Nation       | 1. Versuch                   | 2. Versuch                   | 3. Versuch                   | 4. Versuch                   | 5. Versuch                   | 6. Versuch                   | Bestweite   |
| ----- | ---------------- | ------------ | ---------------------------- | ---------------------------- | ---------------------------- | ---------------------------- | ---------------------------- | ---------------------------- | ----------- |
| 1     | Adolfo Consolini | Italien      | 49,67 m000                   | 52,78 m OR                   | 47,94 m                      | x                            | 50,51 m                      | 50,43 m                      | 52,78 m OR  |
| 2     | Giuseppe Tosi    | Italien      | 51,78 m OR                   | 48,81 m000                   | 50,11 m                      | 50,09 m                      | x                            | 51,18 m                      | 51,78 m000  |
| 3     | Fortune Gordien  | USA          | 47,95 m000                   | 49,20 m000                   | 50,77 m                      | x                            | 48,74 m                      | x                            | 50,77 m000  |
| 4     | Ivar Ramstad     | Norwegen     | Versuchsserien nicht bekannt | Versuchsserien nicht bekannt | Versuchsserien nicht bekannt | Versuchsserien nicht bekannt | Versuchsserien nicht bekannt | Versuchsserien nicht bekannt | 49,21 m000  |
| 5     | Ferenc Klics     | Ungarn       | Versuchsserien nicht bekannt | Versuchsserien nicht bekannt | Versuchsserien nicht bekannt | Versuchsserien nicht bekannt | Versuchsserien nicht bekannt | Versuchsserien nicht bekannt | 48,21 m000  |
| 6     | Veikko Nyqvist   | Finnland     | Versuchsserien nicht bekannt | Versuchsserien nicht bekannt | Versuchsserien nicht bekannt | Versuchsserien nicht bekannt | Versuchsserien nicht bekannt | Versuchsserien nicht bekannt | 47,33 m000  |
| 7     | Nikolaos Syllas  | Griechenland | Versuchsserien nicht bekannt | Versuchsserien nicht bekannt | Versuchsserien nicht bekannt | Versuchsserien nicht bekannt | Versuchsserien nicht bekannt | Versuchsserien nicht bekannt | 47,25 m000  |
| 8     | Stein Johnson    | Norwegen     | Versuchsserien nicht bekannt | Versuchsserien nicht bekannt | Versuchsserien nicht bekannt | Versuchsserien nicht bekannt | Versuchsserien nicht bekannt | Versuchsserien nicht bekannt | 46,54 m000  |
| 9     | Arvo Huutoniemi  | Finnland     | Versuchsserien nicht bekannt | Versuchsserien nicht bekannt | Versuchsserien nicht bekannt | Versuchsserien nicht bekannt | Versuchsserien nicht bekannt | Versuchsserien nicht bekannt | 45,28 m 000 |
| 10    | Uno Fransson     | Schweden     | Versuchsserien nicht bekannt | Versuchsserien nicht bekannt | Versuchsserien nicht bekannt | Versuchsserien nicht bekannt | Versuchsserien nicht bekannt | Versuchsserien nicht bekannt | 45,25 m000  |
| 11    | Hermann Tunner   | Österreich   | Versuchsserien nicht bekannt | Versuchsserien nicht bekannt | Versuchsserien nicht bekannt | Versuchsserien nicht bekannt | Versuchsserien nicht bekannt | Versuchsserien nicht bekannt | 44,43 m000  |
| 12    | Eduardo Julve    | Peru         | Versuchsserien nicht bekannt | Versuchsserien nicht bekannt | Versuchsserien nicht bekannt | Versuchsserien nicht bekannt | Versuchsserien nicht bekannt | Versuchsserien nicht bekannt | 44,05 m000  |

Weltrekordler Bob Fitch hatte die beiden Italiener Adolfo Consolini, amtierender Europameister, und Giuseppe Tosi, Vizeeuropameister von 1946, im Jahr 1947 bezwungen. Aber dann beendete Fitch seine Karriere. Für den Wettbewerb hier in London gab es nun drei Favoriten: die beiden Italiener Consolini und Tosi sowie den US-Amerikaner Fortune Gordien, der im Olympiajahr bereits über 54 m geworfen hatte. Schon in der Qualifikation setzte Consolini mit einem Olympiarekord von 51,08 m ein Zeichen. Im Finale verbesserte Tosi den Rekord im ersten Versuch auf 51,78 m. Consolini konterte im zweiten Durchgang mit 52,78 m und gewann damit die Goldmedaille. Tosi gelangen noch drei weitere Würfe über fünfzig Meter, verbesserte sich aber nicht mehr. Gordien konnte nicht ganz an seine Bestform anknüpfen, gewann aber mit respektablen 50,77 m die Bronzemedaille.
Consolini gewann den Diskuswurf als erster Italiener.

Die Bronzemedaille des US-Werfers Fortune Gordien war die 19. von 33 möglichen für die USA.

## Video
- The Olympic Games (1948) | BFI National Archive, Bereich 5:22 min bis 5:39 min, youtube.com, abgerufen am 26. Juli 2021